# Diego Hermoso
Diego Hermoso (Madrid, 1800-Madrid, 5 de mayo de 1849) fue un escultor español.

## Biografía
Hijo del también escultor Pedro Antonio Hermoso, Diego nació en Madrid, donde estudió tanto bajo la tutela de su padre como en la Real Academia de Bellas Artes de San Fernando. En el concurso general de premios de 1832, fue agraciado con el segundo de la segunda clase. Entre sus obras, se cuentan la escultura del teatro del Liceo Artístico y Literario de Madrid; toda la parte de adorno del obelisco del Dos de Mayo, la urna funeraria y los bustos que representan a Daoiz y Velarde; los capiteles de la casa del Maragato; el busto de la duquesa de Alba sobre el panteón de la sacramental de San Isidro; el mausoleo de los condes de Tepa sito en el segundo patio del cementerio de San Nicolás, y las estatuas de La Religión, La Caridad, La Esperanza y La Fe, así como una alegoría de la villa de Madrid, para las exequias celebradas por el ayuntamiento de la capital por el alma del rey Fernando VII.
Hermoso falleció en Madrid en 1849.